# Conopomorpha chionosema
Conopomorpha chionosema là một loài bướm đêm thuộc họ Gracillariidae. Nó được tìm thấy ở Nam Phi, Namibia và Zimbabwe.
Ấu trùng ăn Berchemia discolor. Chúng có thể ăn lá nơi chúng làm tổ.